# Domenico Taverna
Domenico Taverna (Taurianova, 8 marzo 1921 – Roma, 27 novembre 1979) è stato un poliziotto italiano, con il grado di maresciallo di Pubblica Sicurezza.

## Biografia
Domenico Taverna, comandante squadra di polizia giudiziaria del Commissariato Appio Nuovo, fu ucciso dalle Brigate Rosse il 27 novembre 1979 mentre si recava a ritirare al garage la propria auto. Domenico Taverna aveva combattuto durante la Seconda guerra mondiale come sottufficiale dell'Esercito Italiano. Durante la guerra era stato ferito ad una coscia sul fronte russo e portava, conficcata nel femore, la pallottola che lo aveva gravemente colpito; nel 1948 si arruolò nella Polizia. Nel corso della sua carriera non si era mai occupato di indagini riguardanti la politica o il terrorismo. Sposato e padre di una ragazza di 22 anni, sofferente di diabete era ormai prossimo alla pensione.

## Descrizione dell'attentato terroristico
Il mattino del 27 ottobre 1979 si stava recando a ritirare la propria auto in un'autorimessa di via Cherso, 32 a Roma, quando due uomini, della colonna brigatista "28 marzo", armati di pistola giunsero alle sue spalle aprendo il fuoco. Taverna fu colpito da otto pallottole che lo raggiunsero a schiena, gambe e torace. I terroristi quindi fuggirono unendosi ad altri complici che erano rimasti poco distanti come loro copertura.
Il suo omicidio venne rivendicato dalle Brigate Rosse inquadrandolo come un'azione inclusa nella loro campagna militare contro le forze dello Stato impegnate nella lotta antiterroristica; nello stesso periodo vennero uccisi dalle BR, in diversi agguati l'agente Michele Granato (9 novembre) e il Maresciallo Mariano Romiti (7 dicembre), entrambi uccisi a Roma, mentre a Genova vennero uccisi i carabinieri Vittorio Battaglini e Mario Tosa (21 novembre).

## Fonti
Fonte: Corriere della Sera, “la notte della Repubblica” di Sergio Zavoli, ed. Nuova Eri- Mondadori